# Agrahara, Holalkere
Agrahara là một làng thuộc tehsil Holalkere, huyện Chitradurga, bang Karnataka, Ấn Độ.